# Імператорське православне палестинське товариство
Імператорське православне палестинське товариство, ІППТ (рос. Импера́торское правосла́вное палести́нское о́бщество, ИППО) — міжнародна наукова, і гуманітарна організація, створена в Російській імперії в 1882 році, статутними завданнями якої є сприяння православному паломництву на Святу землю, наукове палестинознавство, сходознавство й гуманітарне співробітництво з народами Близького Сходу.
Попередниками Палестинського товариства були Палестинський комітет, заснований в 1859 році, та Палестинська комісія, в яку був перетворений в 1864 році згаданий комітет.
Товариство засноване 21 травня 1882 року, у день пам'яті святих рівноапостольних Костянтина й Олени, як Православне Палестинське Товариство. У 1889 році отримало почесне найменування «Імператорське». Після Жовтневого державного перевороту 1917 року товариство змушене було розділитися на дві незалежні організації — російську (в СРСР) і закордонну (поза Росією).
У 1918 році залишена в Росії частина товариства була перейменована в «Російське палестинське товариство» при Академії наук СРСР (РАН); 22 травня 1992 року було відновлено історичну назву — «Імператорське Православне Палестинське Товариство».
З 2007 року головою Імператорського православного палестинського товариства є Степашин С. В..